# Özvatan
Özvatan là một huyện thuộc tỉnh Kayseri, Thổ Nhĩ Kỳ. Huyện có diện tích 320 km² và dân số thời điểm năm 2007 là 4664 người, mật độ 15 người/km².